# Куйганський сільський округ (Курчумський район)
Куйга́нський сільський округ (каз. Құйған ауылдық округі, рос. Куйганский сельский округ) — адміністративна одиниця у складі Курчумського району Східноказахстанської області Казахстану. Адміністративний центр — село Куйган.
Населення — 847 осіб (2021; 1462 у 2009, 2596 у 1999, 3698 у 1989).
Станом на 1989 рік існували Куйганська сільська рада (села Куйган, Слов'янка) та Чердояцька сільська рада (села Будьоновка, Високогорка, Сергієвка, Теректибулак, Чердояк). 1998 року Чердояцький сільський округ був ліквідований, села Кайнар, Карабулак та Чердояк передані до складу Куйганського округу, села Теректибулак та Тоскаїн — до складу Абайського сільського округу. Тоді ж село Топтерек було передане до складу Курчумського округу (до цього воно було включене до складу Куйганського округу). Село Чердояк було ліквідовано 2017 року. 2019 року було ліквідовано село Карабулак.

## Склад
До складу округу входять такі населені пункти:
| Населений пункт | Старі назви | Населення, осіб (1989) | Населення, осіб (1999) | Населення, осіб (2009) | Населення, осіб (2021) |
| --------------- | ----------- | ---------------------- | ---------------------- | ---------------------- | ---------------------- |
| Кайинди, село   | Слов'янка   | 890                    | 636                    | 338                    | 205                    |
| Кайнар, село    | Сергієвка   | 399                    | 341                    | 195                    | 53                     |
| Карабулак, село | Високогорка | 287                    | 196                    | 131                    | -                      |
| Куйган, село    | -           | 1292                   | 1081                   | 749                    | 589                    |
| Чердояк, село   | -           | 830                    | 342                    | 49                     | -                      |